# 박병현
박병현(한국 한자: 朴炳玹, 1993년 3월 28일 ~ )은 대한민국의 축구 선수이다. 포지션은 수비수로 현 충남 아산 FC소속이다.

## 선수 경력
2016시즌을 앞두고 K리그2의 부산 아이파크에 입단했다.
2017년 여름 이적시장을 통해 내셔널리그의 김해시청으로 임대되었다. 2017년 8월 18일 부산교통공사와의 경기에서 득점을 기록했다.
2018시즌을 앞두고 대구 FC의 박태홍과 1년 맞임대 되어서 대구 FC로 임대 이적했다.
2019시즌을 앞두고 대구 FC로 완전이적했다.

## 수상

### 팀
- FA컵 우승: 2018